# Římskokatolická farnost Strašín
Římskokatolická farnost Strašín je územním společenstvím římských katolíků v rámci sušicko-nepomuckého vikariátu českobudějovické diecéze.

## O farnosti

### Historie
První písemná zmínka o vsi je z roku 1384, farní kostel Narození Panny Marie však ve svém jádru pochází již z první poloviny 13. století (z té doby zachována věž). Současná podoba kostela je z barokní přestavby v letech 1736–1739. Strašín je poutním místem, kam v dřívějších dobách přicházelo 12–15 tisíc poutníků za rok, povětšinou z Kašperskohorska. Na poutním místě docházelo k zázračným uzdravením.[zdroj?] Záznamy o těchto událostech pocházejí ještě z nedávné doby,[zdroj?] kdy byl strašínským farářem P. František Daniel Merth (ve Strašíně působil v letech 1970–1995, jemu samému se zde uzdravila oční choroba). V prosinci roku 1990 byla ukradena soška Strašínské Madony, kterou podle legendy daroval kostelu Půta Švihovský z Rýzmberka.

#### Přehled duchovních správců
- 1668–1683 P. Antonín Střebský
  - 1673–1674 P. Matyáš Rauselý
  - 1674–1683 P. Matyáš Jan Filip
- 1683–1696 P. František Plaček
- 1696–1699 P. František Skopek
- 1699–1705 P. Adam Řepa
- 1705–1709 P. Karel Hilarius Volenický
- 1709–1734 P. Jan Michael Leopold
- 1734–1756 P. Tomáš Vaněk
- 1756–1764 P. Josef Budetius
- 1774–1775 P. Antonín Jechaut
- 1775–1791 P. František König
- 1791–1800 P. Václav Štěpán
- 1800–1810 P. Karel Herites
- 1810–1825 P. Leopold Strnad
- 1825–1840 P. František Merta
- 1840–1857 P. Tomáš Březnický
- 1857–1859 P. Ladislav Duben
- 1859–1878 P. Josef Václav Bořeta
- 1878–1916 P. Matěj Ziegloser
- 1916–1970 P. František Korál
- 1970–1995 P. František Daniel Merth
- 1995–2005 P. František Halaš
- 2005–2015 P. Milan Píša
- 2015–2019 P. Petr Koutský (ex currendo z Horažďovic)
- od 1. 7. 2019 P. Petr Koutský (sídelní administrátor)

### Současnost
Farnost Strašín měla donedávna svého vlastního kněze, který kromě (sídelního) Strašína spravoval také farnosti Albrechtice u Sušice a Bukovník. Ve farnosti rovněž působil trvalý jáhen jako administrátor in materialibus. K 31. říjnu 2015 odešel dosavadní duchovní správce na odpočinek do Cisterciáckého opatství ve Vyšším Brodě, kde se stal chórovým oblátem. Od 1. listopadu 2015 byla farnost spravována excurrendo z Horažďovic. K 1. červenci 2019 byl opětovně ustanoven sídelní duchovní správce, který dostal zároveň excurrendo na starosti farnosti Bukovník, Nezamyslice u Horažďovic a Žihobce.
| Kostel                      | Místo             | Bohoslužba                       | Bohoslužba                             | Poznámka     |
| --------------------------- | ----------------- | -------------------------------- | -------------------------------------- | ------------ |
| Kaple sv. Anny              | Maleč             | neslouží se pravidelně           | neslouží se pravidelně                 | obecní kaple |
| Kaple                       | Nezdice na Šumavě | neslouží se pravidelně           | neslouží se pravidelně                 | obecní kaple |
| Kaple sv. Prokopa           | Pohorsko          | neslouží se pravidelně           | neslouží se pravidelně                 | obecní kaple |
| Kostel Narození Panny Marie | Strašín           | neděle středa 1. sobota v měsíci | 11.00 14.00 v zimě, 16.00 v létě 16.00 | farní kostel |

## Fotogalerie

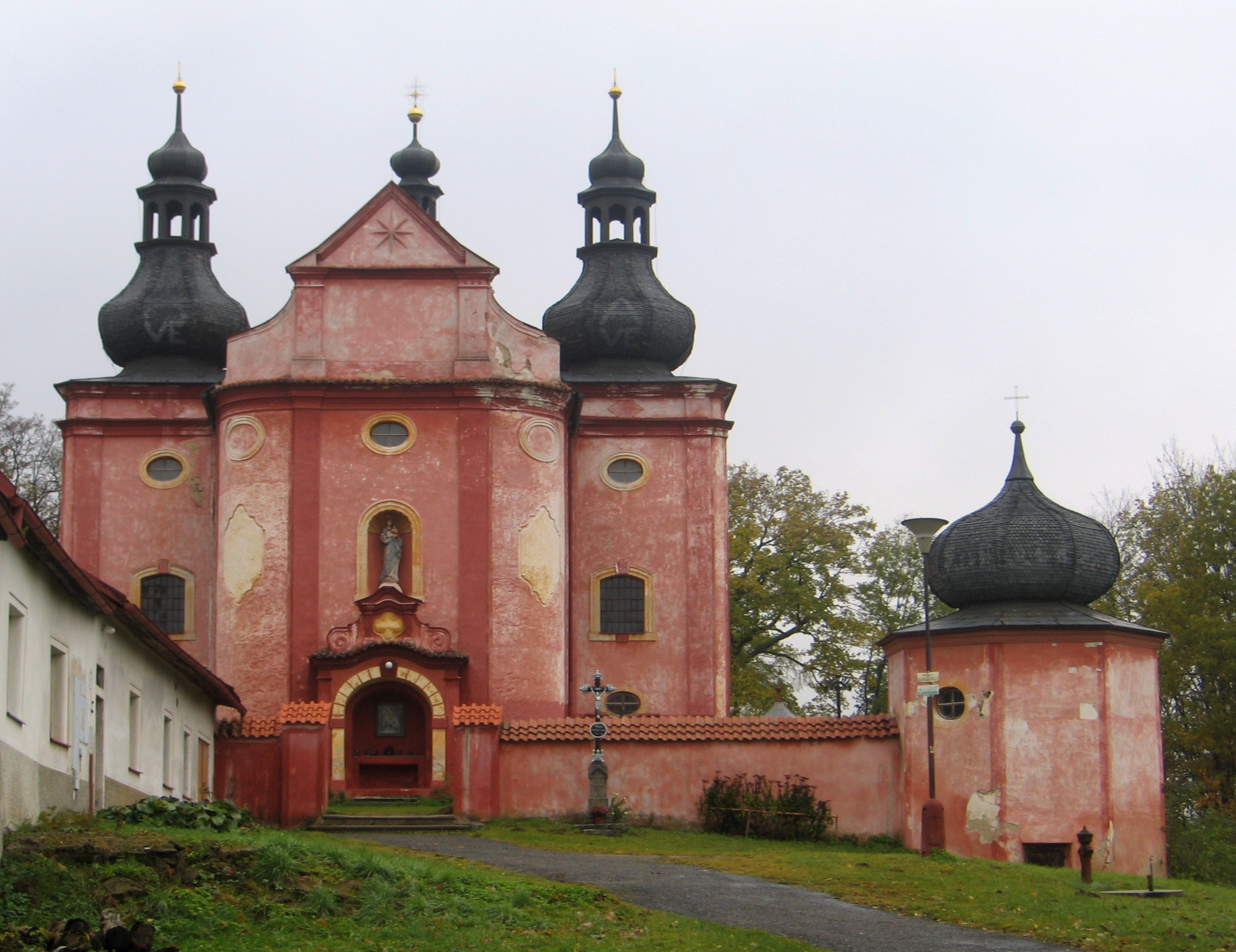
Farní kostel ve Strašíně
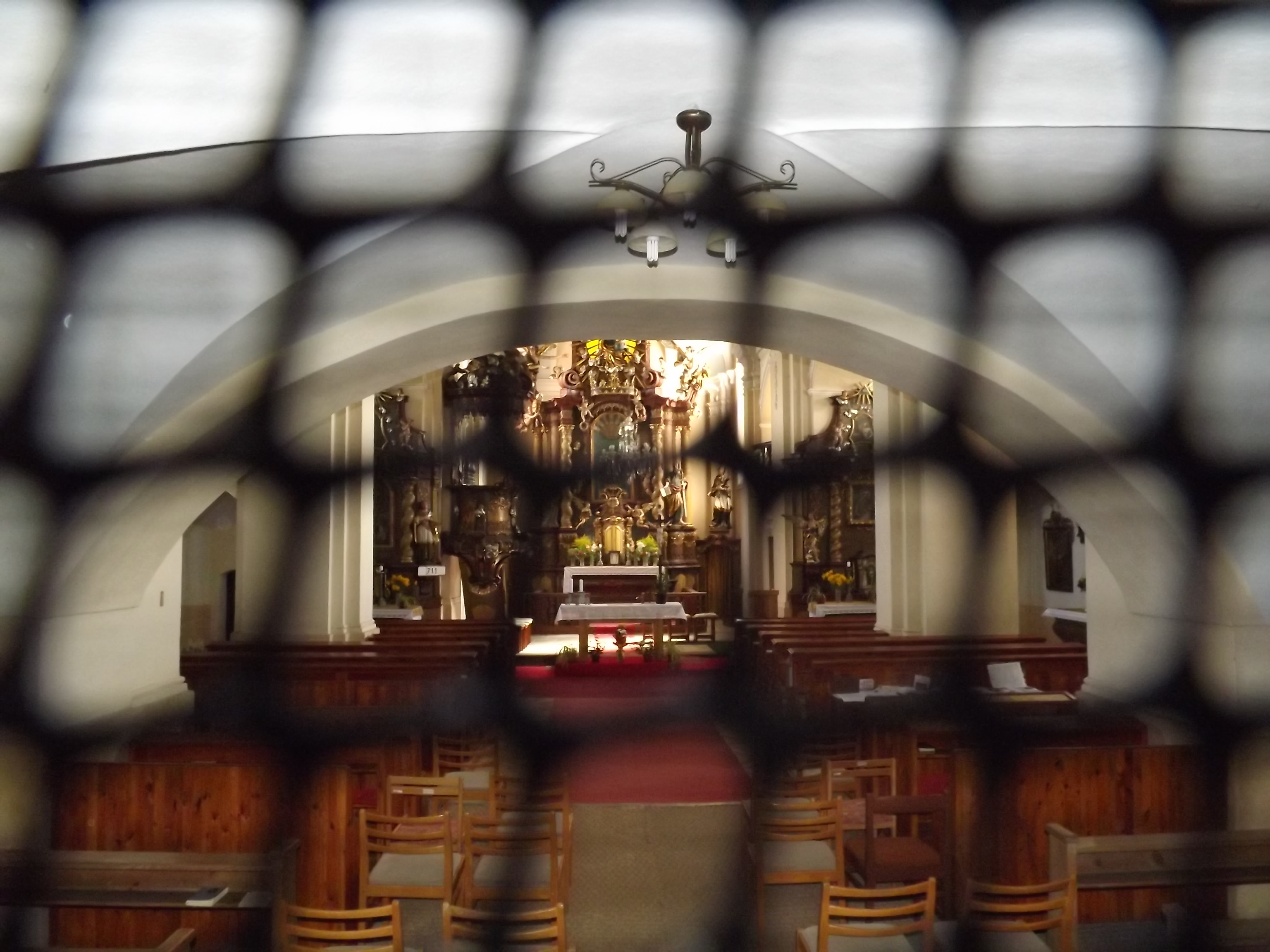
Pohled do interiéru kostela
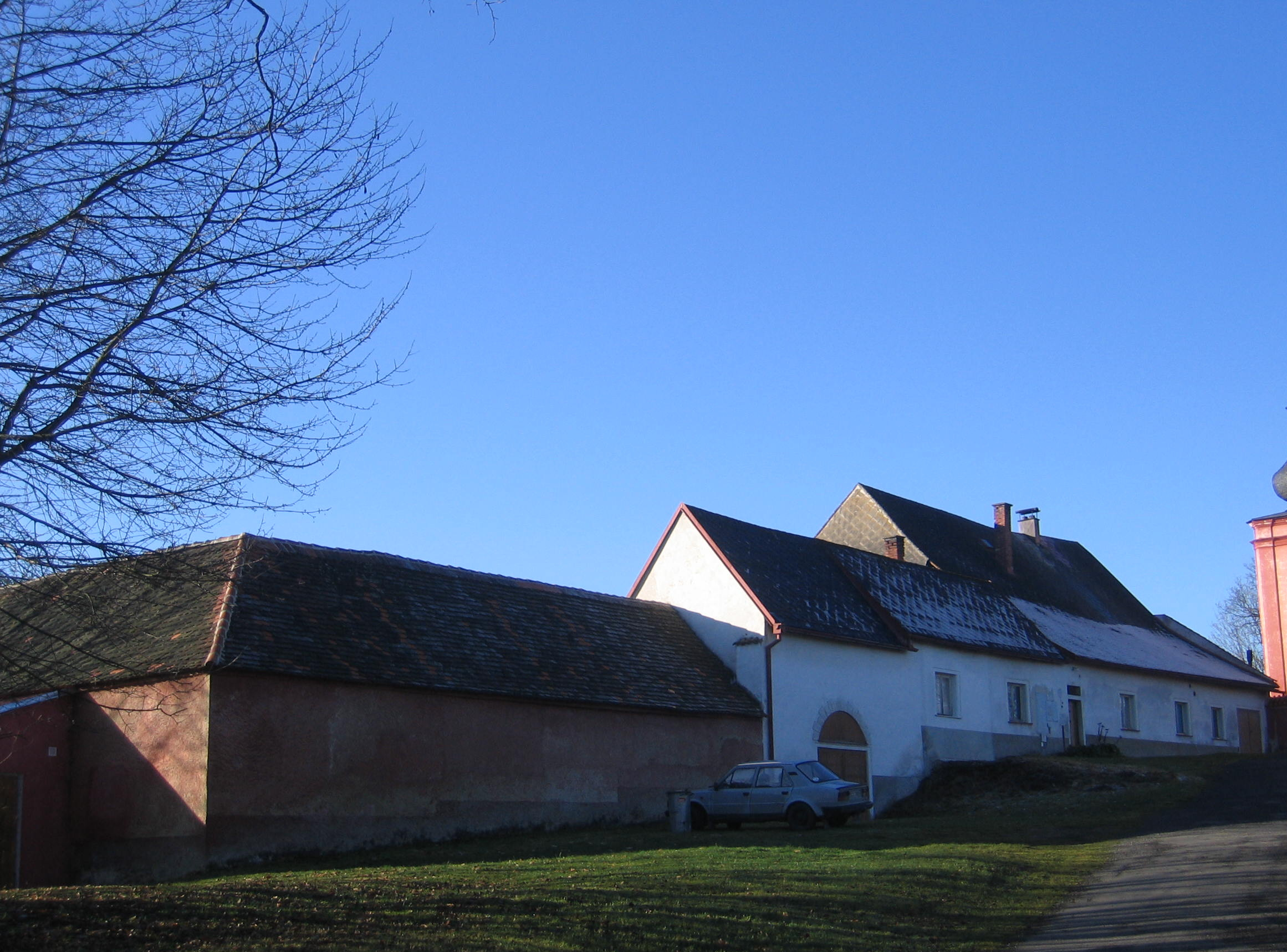
Fara
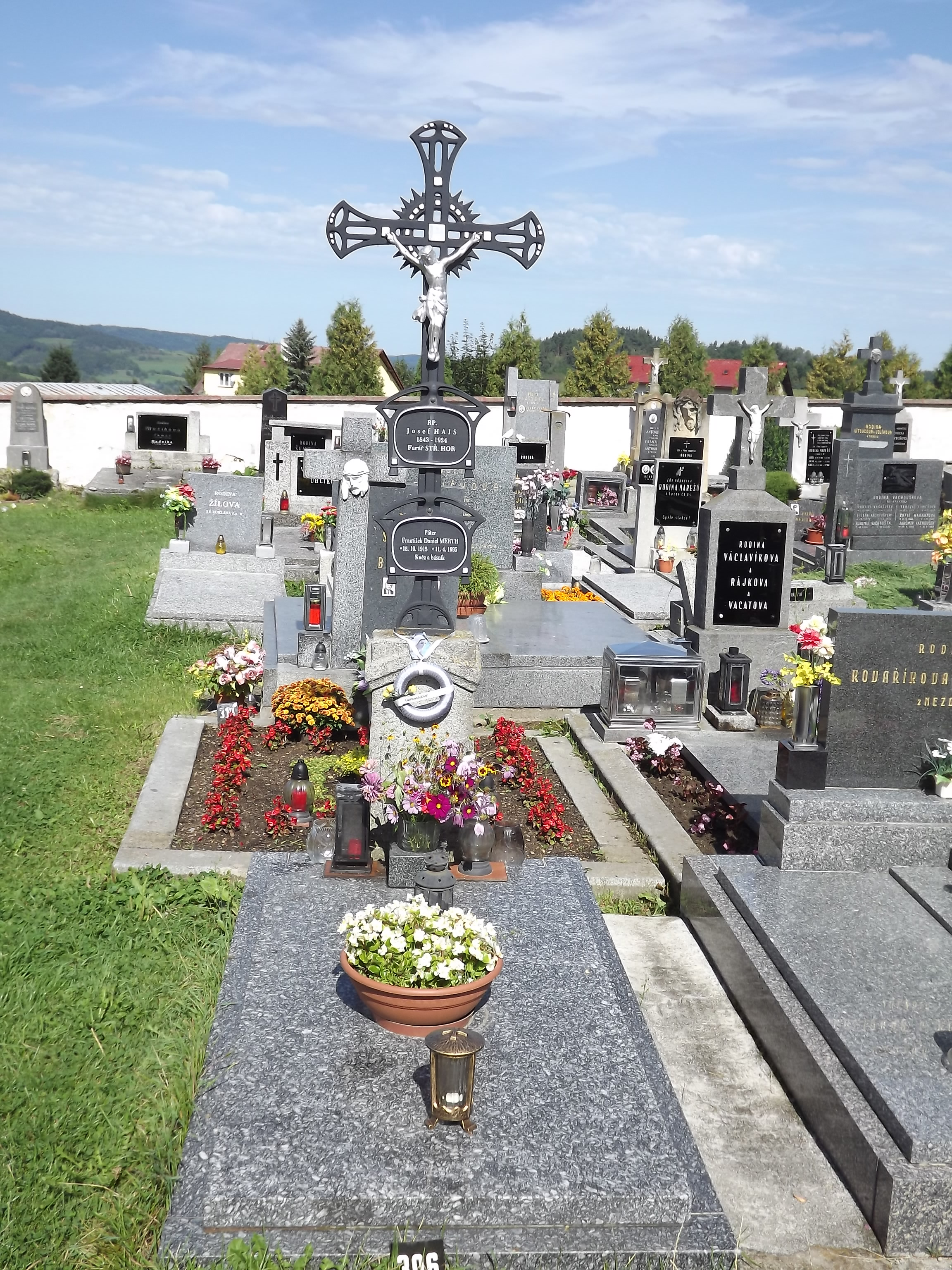
Hrob P. Františka D. Mertha na strašínském hřbitově
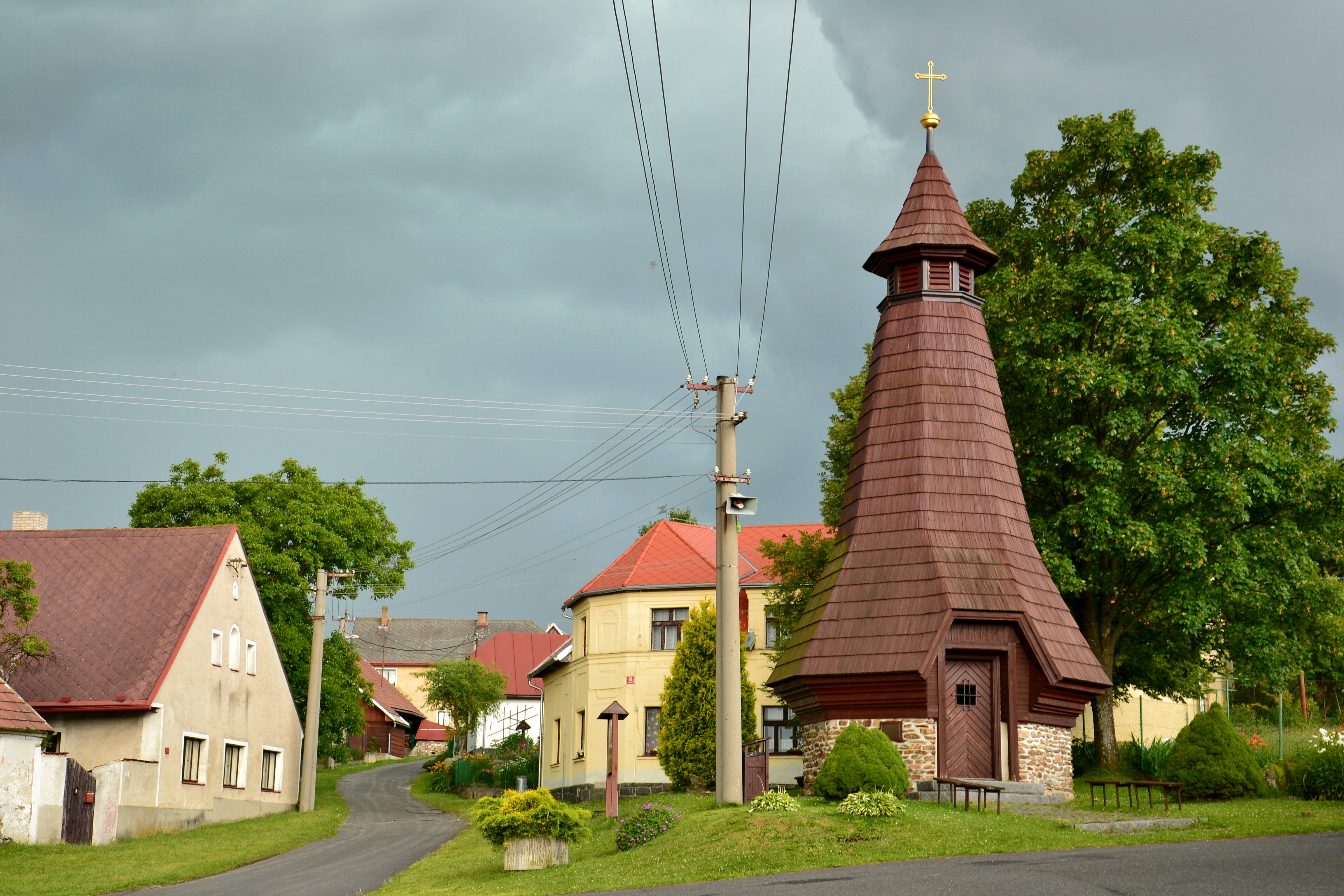
Kaple svatého Prokopa v Pohorsku